# Tillandsia parviflora
Espèce
Classification phylogénétique
Tillandsia parviflora Ruiz & Pav. est une espèce de plantes à fleurs de la famille des Bromeliaceae.
L'épithète parviflora signifie « à petite fleur ».

## Protologue et Type nomenclatural
Tillandsia parviflora Ruiz & Pav., Fl. Peruv. 3: 41, n° 5, tab. 269 (1802)
Diagnose originale :
« T. panicula simplici 3-7spiculis, floribus parvis distichis, foliis subulatis basi amplissima. »
Type : Ruiz & Pav., Fl. Peruv. : tab. 269 (1802) // leg. J.A.Pavon y Jiménez & H.Ruiz Lopez ; Holotypus BM (cf. IPNI).

## Synonymie

### Synonymie nomenclaturale
- Racinaea parviflora (Ruiz & Pav.) M.A.Spencer & L.B.Sm.
- Platystachys parviflora (Ruiz & Pav.) Beer
- Pogospermum parviflorum (Ruiz & Pav.) Brongn.

### Synonymie taxonomique
(aucune)

## Écologie et habitat
- Typologie : plante herbacée en rosette monocarpique vivace par ses rejets latéraux ; épiphyte[2],[3] ou saxicole[1].
- Habitat : milieux forestiers[1], bois secs[3].
- Altitude : 700-2500 m[3].

## Distribution
- Amérique du sud :
  -  Bolivie[3]
  -  Équateur[3]
  -  Pérou
    - Régions andines[1],[4]

## Taxons infraspécifiques

### Tillandsia parvifloravar.parviflora
(autonyme)

### Tillandsia parvifloravar.expansaL.B.Sm.
Tillandsia parviflora var. expansa L.B.Sm., in Phytologia 22(2): 87, fig. 7 (1971)
Diagnose originale : (à compléter)
Type : Hort.. A. Blass, n° 6, 1970-08 ; Equateur (cult.) ; Holotypus US National Herbarium (US 00091072).
Synonymie :
- Racinaea parviflora var. expansa (L.B.Sm.) M.A.Spencer & L.B.Sm.

Distribution :  Équateur